# Îles du Gandoul
Les Îles du Gandoul sont un archipel habité situé sur la côte atlantique du Sénégal. Elle est située dans le delta du Sine-Saloum, entre le chenal principal du Saloum au nord et son bras sud estuaire Diomboss.

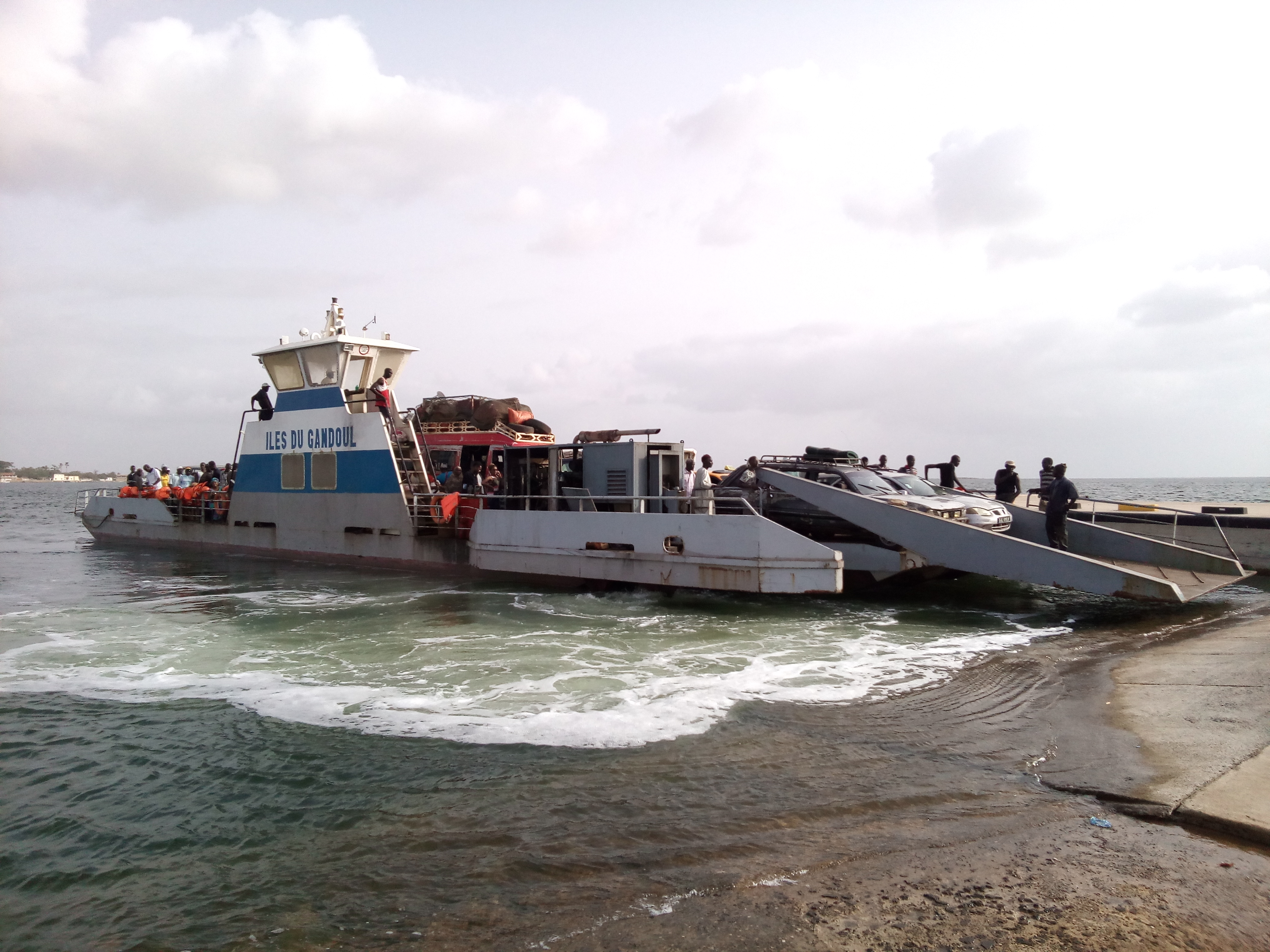
Le bac Îles du Gandoul sur le Saloum entre Foundiougne et Ndakhonga

L'archipel s'étend sur environ 450 km², y compris les plans d'eau qui le structurent. Administrativement, l'archipel coïncide à peu près avec les communautés rurales de Bassoul, Dionewar et Djirnda, regroupées dans l'arrondissement de Niodior du département de Foundiougne dans la région de Fatick. L'arrondissement comptait 28 870 habitants en 2013.
De nombreux villages se trouvent sur les îles. Les principales sont : Bassoul, Dionewar, Niodior (préfecture d'arrondissement), Djirnda, Thialane, Moundé, Bassar, Diogane, Ndioure, Siwo, Falia, Baout, Fambine, Fayako, Felir, Ngadior, Rofangué, Vélingara.
Les îles les plus connues de cet archipel sont l'île de Guior, l'île de Guissanor, l'île de Oudioubala et l'île de Mbill.
Le bac à voitures qui faisait la navette sur le Saloum près de Foundiougne jusqu'à la construction du pont de Foundiougne en 2022, portait le nom d'Îles du Gandoul.